# Петровська (Опарінський район)
Петро́вська (рос. Петровская) — присілок у складі Опарінського району Кіровської області, Росія. Входить до складу Вазюцького сільського поселення.
Населення становить 3 особи (2010, 1 у 2002).
Національний склад станом на 2002 рік — росіяни 100 %.